# Хайнрих фон Хелпенщайн
Хайнрих фон Хелпенщайн (на немски: Heinrich von Helpenstein; † 14 ноември 1246) е господар на Хелпенщайн (в Нойс) в Северен Рейн-Вестфалия.
Той е син на Вилхелм фон Хелпенщайн († сл. 1216) и съпругата му фон Борн, сестра на Ото цу Борн, господар на Милен и Борн († 1223), дъщеря на Гозвин I ван Милен и Борн-ен-Лимбург († сл. 1174). Внук е на Харпер фон Хелпенщайн († сл. 1181). Чичо му Ото цу Борн († 1223) е женен за Петронила фон Лимбург († сл. 1223), дъщеря на херцог Хайнрих III фон Лимбург († 1221) и София фон Саарбрюкен († сл. 1215).
Фамилията фон Хелпенщайн живее от 1094 г. в Хелпенщайн (в Нойс) и забогатява. През 1148 г. господството Хелпенщайн се нарича в документи като „Харперн“. През 1314 г. територията е купена от Кьолнския архиепископ Хайнрих II фон Вирнебург, което води до проблеми с фамилията фон Хелпенщайн. През 1386 г. замъкът Хелпенщайн е разрушен от „Обединените рейнски градове“. През 1374 г. фамилията построява нова къща Хелпенщайн.

## Деца
Хайнрих фон Хелпенщайн има две деца:
- Алайдис фон Хелпенщайн († 23 юни 1309), вер. незаконна, омъжена I. пр. 1270 г. за Герхард фон Вилденбург, господар на Хелпенщайн († сл. 1276), II. сл. 1276 г. за Лудвиг II фон Рандерат († 6 септември 1299)
- Вилхелм фон Хелпенщайн († 1 юни 1300), женен за София фон Шлайден († сл. 1262); родители на:
  - Герхард фон Хелпенщайн († сл. 1318), женен за Аделхайд фон Викрат († сл. 1299)